# Étonitazène
L'étonitazène est un produit pharmaceutique narcotique puissant développé en 1957, faisant office de chef de file d'une classe de produits dérivés du noyau benzimidazole, les nitazènes, dont d'autres exemples notoires sont l'isotonitazène et la métonitazène.

## Pharmacologie
Si la puissance analgésique de ces produits est variable, l'étonitazène affiche un potentiel psychotrope légèrement inférieur mais comparable à celui du carfentanil, à savoir un rapport d'un à plusieurs milliers pour une quantité équianalgésique de morphine.
Le produit présente un comportement très sélectif en faveur des récepteurs mu (μ) qui sont responsables de la majorité des effets euphorisants et addictifs chez les narcotiques,, au détriment des récepteurs kappa (κ) auxquels sont attribués de nombreux effets psychédéliques inconfortables, : l'étonitazène possède donc un potentiel addictif particulièrement élevé.

## Production et usage illicite
Ces produits, qui sont développés dans un but de recherche scientifique portant sur les liens entre structure moléculaire et puissance analgésique, font surface à l'aube des années 2020 sur les marchés noirs en tant que potentielles alternatives à la classe des fentanyls, étant eux-mêmes fabriqués en laboratoires clandestins comme alternatives à l'héroïne.
Souvent originaires de Chine, ils sont parfois vendus sur le dark web ou bien substitués à l'héroïne sans en informer le consommateur, ce qui permet de simplifier la logistique clandestine par le biais de livraisons de petites quantités de matières premières puissantes, qui seront par la suite coupées et distribuées. Un tel procédé effectué de manière peu rigoureuse et en dehors du cadre de la recherche scientifique expose le consommateur à un risque de surdosage décuplé. La production de l'étonitazène et ses analogues semble avoir connu une croissance exponentielle à la suite de l'interdiction en 2019 de la fabrication des fentanyls en Chine.

## Synthèse
Le processus de fabrication des benzimidazoles narcotiques fut mis au point par des chercheurs de l'entreprise suisse CIBA (aujourd'hui Novartis) durant les années 1950. Le procédé, impliquant la condensation des o-phenylenediamine et phénylacétonitrile pour former la 2-benzylbenzimidazole, puis une alkylation par le 1-chloro-2-dialkylaminoéthane, permettait de synthétiser l'étonitazène.